# Pombalia prunifolia
Pombalia prunifolia (Humb. & Bonpl. ex Willd.) Paula-Souza – gatunek roślin z rodziny fiołkowatych (Violaceae). Występuje naturalnie w Gwatemali, Hondurasie, Nikaragui, Kostaryce, Panamie, Kolumbii, Wenezueli oraz Brazylii. 

## Morfologia
PokrójZimozielony krzew dorastający do 1–3 m wysokości.
LiścieBlaszka liściowa ma kształt od eliptycznie podługowatego do lancetowatego. Mierzy 6–10 cm długości oraz 5,5–7,5 cm szerokości, jest piłkowana na brzegu, ma ostrokątną nasadę i spiczasty wierzchołek.

## Biologia i ekologia
Rośnie w lasach. 